# Хевеш
Хевеш (мађ. Heves) град је у Мађарској. Хевеш је један од важнијих градова у оквиру истоимене жупаније Хевеш.
Хевеш је имао 10.804 становника према подацима из 2009. године.
Град Хевеш је познат по народним вашарима у Мађарској.

## Географија
Град Хевеш се налази у средишњем делу Мађарске. Од престонице Будимпеште град је удаљен око 120 километара источно. Град се налази у северном делу Панонске низије, близу десне обале Тисе. Надморска висина града је око 150 m.

## Становништво
По процени из 2017. у граду је живело 10.412 становника.
| 1990.  | 2001.  | 2011.  | 2017.  |
| ------ | ------ | ------ | ------ |
| 11.403 | 11.294 | 10.753 | 10.412 |

## Галерија
- Парк са базеном у Хевешу